# Murithat Kesi
Murithat Kesi (thailändisch มุริทัต เกษี, * 4. Januar 2000) ist ein thailändischer Fußballspieler.

## Karriere
Murithat Kesi spielte 2019 beim Trat FC. Der Verein aus Trat spielte in der ersten Liga des Landes, der Thai League. 2019 absolvierte er für Trat ein Erstligaspiel. Ende 2019 wurde sein Vertrag nicht verlängert. Anfang 2020 unterschrieb er einen Vertrag beim Koh Kwang FC in Chanthaburi. Der Verein spielt in der vierten Liga, der Thai League 4, in der Eastern Region. 2020 wurde der Ligabetrieb wegen der COVID-19-Pandemie unterbrochen. Während der Unterbrechung beschloss der Verband, dass nach Wiederaufnahme des Spielbetriebs die dritte und die vierte Liga zusammengelegt werden. Koh Kwang spielte nach Wiederaufnahme in der dritten Liga. Hier trat man ebenfalls in der Eastern Region an. Bei dem Verein stand er bis Ende 2020 unter Vertrag.